# Francisco de Távora, 1.º Conde de Alvor
D. Francisco de Távora (circa 1646 — Santos-o-Velho, Lisboa, 1 de junho de 1710), feito 1.º Conde de Alvor, foi um nobre português da segunda metade de Seiscentos e inícios de Setecentos. Destacado oficial militar, diplomata e governador colonial, serviu o Reino de Portugal durante os reinados D. Afonso VI, D. Pedro II e D. João V. 

## Biografia
Era o filho terceiro do 2.º Conde de São João da Pesqueira, D. António Luís de Távora (1620-1653), e de sua mulher D. Arcângela Maria de Portugal, filha do 4.º Conde de Linhares e 47.º vice-rei da Índia, D. Miguel de Noronha (1585-1649). Foi casado duas vezes, primeiro em 1677, com sua sobrinha D. Inês Catarina Bernarda de Távora, dama do Paço da Rainha D. Maria Francisca de Saboia, filha de seu irmão D. Luís Álvares de Távora, 1.º Marquês de Távora, que faleceu cedo e ultimamente com D. Isabel da Silva.
De D. Inês Catarina, teve D. Bernardo António Filipe Neri de Távora, 2.º Conde de Alvor, casado com D. Joana de Lorena, sendo também o avô paterno de D. Francisco de Assis de Távora, 3.º Conde de Alvora, que foi executado durante o "Processo dos Távoras"; D. Maria Inácia de Távora, que casou com D. Luís da Silva Telo de Menezes, 4.º Conde de Aveiras e também de D. António Luís de Távora, que casou com D. Teresa Marcelina da Silveira, 4.ª Condessa de Sarzedas. D. Inês Catarina Bernarda de Távora faleceu às Janelas Verdes, em Santos-o-Velho, Lisboa, a 9 de agosto de 1694, deixando um testamento que ficou a cargo de Francisco Sarmento, padre da Companhia de Jesus, sendo sepultada no Convento da Penha de França. 
Em 13 de fevereiro de 1695, casa em oratório privado na freguesia da Encarnação, com D. Isabel da Silva, filha de Diogo de Almeida e Luísa Maria da Silva, viúva de Miguel da Silveira, alcaide-mór da Guarda, de origens mais humildes e de quem não deixou filhos.
Seguiu a carreira das armas onde já se destacavam os seus dois irmãos mais velhos e muitos outros membros da sua família. Muito jovem, ainda tomou parte nos combates dos derradeiros anos da Guerra da Restauração (1640-1668). Nomeado Governador de Angola em 1669, com apenas 22 anos, serviu com inesperada sagacidade para a sua idade em posto de tamanha responsabilidade. Depois de regressar ao reino é nomeado Vice-Rei da Índia em 1681, servido nesse posto até 1686. A 24 de fevereiro de 1683, enquanto se encontrava no Oriente, foi-lhe passada, pelo então Príncipe Regente D. Pedro, futuro D. Pedro II, carta régia que o elevava a Conde de Alvor. Depois de regressar da Índia, foi nomeado Fidalgo do Conselho, com assento nos Conselhos de Estado e da Guerra, Regedor das Justiças e Presidente do Conselho Ultramarino.
D. Francisco regressou à vida militar activa já cinquentenário, quando foi nomeado Governador das Armas da província de Trás-os-Montes em 1704. Combateu os exércitos espanhóis durante a Guerra de Sucessão Espanhola ao lado do Marquês das Minas, que era Governador das Armas da província da Beira. Foi depois nomeado Governador de Armas do Alentejo, tendo de se haver com as ofensivas do Duque de Ossuna. Em 1707, ao liderar o exército na tentativa de retomar a vila de Moura, sofreu uma apoplexia (hoje conhecida como AVC), que o incapacitou. 
D. Francisco de Távora veio a morrer três anos depois, a 1 de junho de 1710, com cerca de 64 anos, em Santos-o-Velho, Lisboa, às Janelas Verdes. Deixou, em testamento, um último pedido: "Q o meu corpo seja amortalhado em hu habito de S. Francisco que foi do veneravel servo de D. Frei Francisco Borrico, capuchinho italiano, q trouxe de Angola e tenha fichado em hu Baul, e por sima com o habito de Cavalleiro da Ordem de Cristo de que sou Commendador e será enterrado o meu corpo na Igr.ª de S. Joseph de Ribamar extramuros da cidade de Lxª na entrada da Porta de baixo da Pia da agoa Benta." Assim foi, encontra-se sepultado na igreja do Convento de São José de Ribamar, na zona de Algés.

## Oficial na Guerra da Restauração
Como o seu pai faleceu quando D. Francisco tinha apenas 7 anos, presume-se que tenha sido a sua formação particularmente influenciada pelos exemplos dos irmãos mais velhos. Escolhe fazer carreira no Exército, onde já se distinguiam os seus dois irmãos D. Luís Álvares de Távora, futuro 1.º Marquês de Távora e 12 anos mais velho e D. Miguel Carlos de Távora - futuro 2.º Conde de São Vicente e 5 anos mais velho que D. Francisco. Ainda vem a tomar parte nos confrontos militares dos últimos anos da Guerra da Restauração, havendo registo da sua presença em escaramuças na raia minhotana Batalha de Montes Claros (1665), servindo com o posto de Tenente-General de Cavalaria de Trás-os-Montes, sob o comando do seu irmão D. Luís, à época Governador das Armas daquela província.

## Governo de Angola (1669-1676)
Sendo a paz firmada com Espanha no Tratado de Lisboa (1668), D. Francisco passa a servir na administração do Império Colonial Português. Logo nesse ano é nomeado, pelo Príncipe-Regente, Governador de Angola e Capitão-General da mesma província, cumulando as responsabilidades civis e militares. A sua nomeação levantou algumas dúvidas devido à sua idade (tinha então 22 anos), não sendo de todo improvável que a nomeação se devesse apenas à influência do seu irmão mais velho, D. Luís Álvares de Távora, que foi provavelmente a pessoa de maior peso político junto do Regente D. Pedro.
Não obstante, partiu de Lisboa a 1 de Abril de 1669 e serviu no seu posto com brilhantismo. A administração da província ultramarina de Angola encontrava-se desorganizada e era pouco eficiente, problemas que o jovem fidalgo parece ter conseguido resolver. Ademais, montou um regimento de cavalaria, reforçou a Fortaleza de São Miguel de Luanda e fundou um hospital em Benguela. Outrossim, organizou diversas investidas militares contra tribos nativas que ameaçavam grandemente a estabilidade e produtividade da colónia portuguesa. Alcançou muitas vitórias, ficando conhecido pela prudência e manha de que usava nestas expedições. Por isso lhe deram a alcunha de menino prudente; que era igualmente uma referência à sua pouca idade; talvez deferente, quiçá mordaz. Retorna ao reino em 1676, sendo rendido no cargo por Pires de Saldanha de Sousa e Meneses.

## Vice-reino da Índia (1681-1686)

### Decadência e Cerco de Goa de 1683
O Estado da Índia encontrava-se em governação interina desde que o Vice-Rei D. Pedro de Almeida, 1.º Conde de Assumar, morrera em Goa em 1679. D. Francisco foi nomeado pelo Príncipe-Regente 33.º Vice-Rei e 56.º Governador da Índia, para onde parte em 1681. Ficou famoso o episódio passado de 25 de Novembro 1683, em que D. Francisco, encontrando-se sem forças militares suficientes para se opor a um poderosa investida dos maratas sobre Goa, depositou o seu bastão de Vice-rei (insígnia do seu cargo) na urna de São Francisco Xavier, confiando-lhe a protecção da cidade. A hoste de 20 000 homens dos maratas, liderados por Sambhaji, havia imposto às forças portuguesas pesadas derrotas no dia anterior nas batalhas junto aos Fortes de Santo Estevão (na ilha homónima, junto à ilha de Goa, na foz do Mandovi) e de Mormugão (que protegia Goa a Sul, do lado oposto do rio Zuari).
| “ | "A notícia da invasão levou grande terror para a cidade e o Conde de Alvor, reunindo a toda a pressa 400 soldados apresentou-se no dia imediato ao inimigo. Começando o conflito, caíram, ao primeiro fogo dos maratas, quasi 40 soldados nossos, uns mortos, outros feridos; e muitos dos restantes, querendo fugir da cavalaria inimiga, que lhes vinha ao encontro, abandonaram o campo, para se acoutarem dentro da cidade, mas em tal confusão, que alguns a atravessar o rio foram arrastados pela corrente. O Vice-Rei ousou contudo, com alguns soldados, opor viva resistência, mas vendo que o inimigo ia ganhando as posições, recolheu-se à cidade." | ” |

A capital do Estado Português da Índia, a famosa Roma do Oriente, parecia irremediavelmente perdida. Num inacreditável golpe de sorte, notícias chegam da investida do Grã-Mogol Aurangzeb dos Mongóis sobre a capital dos maratas, forçando Sambhaji a aceitar tréguas para ir acorrer ao seus domínios invadidos. As ofensivas maratas de 1683 - que envolveram também o cerco de Chaul no início desse ano - demonstram bem o estado de fragilidade das possessões portuguesas no Oriente. As conquistas maratas prosseguirão, engolindo quase toda a Província do Norte, culminando com as quedas de Baçaím já em 1739 e Chaúl em 1740, altura em que apenas Goa, Damão e Diu permanecerão em mãos portuguesas.

### Reforço das Fortificações de Goa

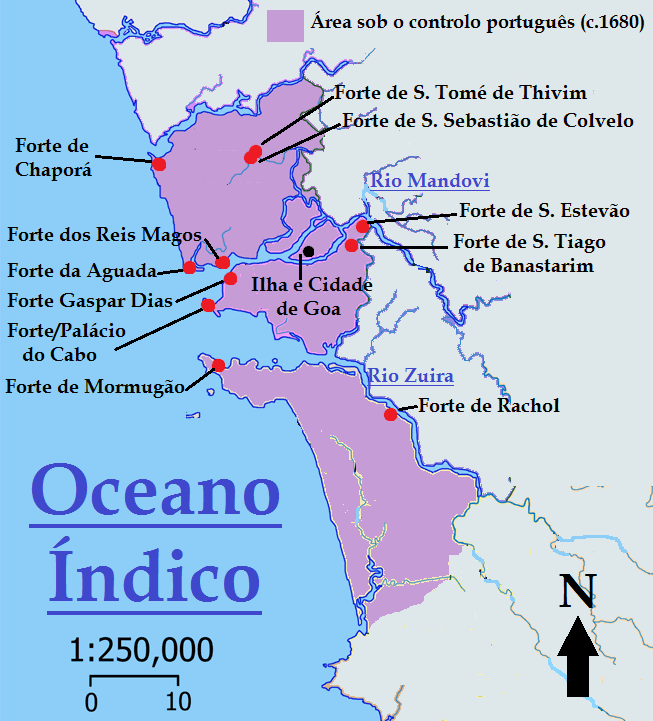
Mapa das fortalezas que defendiam a cidade de Goa Velha em finais do século XVII

A insuficiência de meios da Coroa Portuguesa para manter estas conquistas contra a animosidade dos príncipes indianos era flagrante. Apesar de tudo, os portugueses foram fazendo os possíveis nesta época em que D. Francisco governou, que era já de clara decadência. Entre as marcas do trabalho do Vice-Rei, podemos encontrar provas de que mandou reforçar as fortalezas que protegiam Goa. Já antes do cerco tinha D. Francisco previsto que a ilha de Angediva (a Sul de Goa), poderia ser utilizada pelos maratas como base naval. Para o impedir ordenou a fortificação da ilha (até então deserta) em 1682, como o prova a inscrição sobre as portas da fortaleza, onde se lê:
| “ | "Graças a Deus – Francisco de Távora Conde D’Alvor do Conselho do Estado, Vice-Rei e Capitão General da Índia, mandou em 5 de Maio de 1682 edificar nesta ilha esta fortaleza por Amaro Simões Pereira, Primeiro Capitão-mor d’ella, o qual lhe lançou a primeira pedra em 2 de Junho do dito anno, e a poz defendável, antes de seis meses, com dezasseis canhões, e lhe concertou poços, fontes, tanque grande e a couraça real e o baluarte de S. Francisco com todas as suas serventias, muro, portaes, e esta entrada que coroou com esta cruz para sempre. Angediva 3 de Março de 1683 – M. T. –Armas –M. S." | ” |

Mandou igualmente reforçar os fortes de Thivim e Colvale, ordenando, entre outras coisas, que se erguesse uma muralha que os unisse.
Também o Forte de Rachol, na província de Salcete (a Sul de Goa), foi alvo de reparações, como o prova inscrição análoga à anterior:
| “ | "SENDO O CONDE DE ALVOR VICE-REI DA INDIA MANDOU REFORMAR ESTA FORTALEZA DEPOIS DE SE DEFENDER DO CERCO DE SAMBAGY, EM 22 DE ABRIL DE 1684." | ” |

D. Francisco de Távora ordenou também a mudança da capital de Goa Velha para Mormugão, mais defensável. Não foi secundado nessa escolha pelos Vice-Reis que a ele se seguiram, que desgostavam da austeridade dos edifícios do governo e isolamento dessa vila quando em comparação com a magnificente Goa Velha.